# Rauco
Rauco ist eine Stadt und Gemeinde in der Provinz Curicó in der Región del Maule in Chile. Bei der Volkszählung im Jahr 2017 hatte sie 10.484 Einwohner. Die Gemeinde erstreckt sich über eine Fläche von 308,6 km².

## Geschichte
Rauco hatte als erste Bewohner die Curis-Indianer, die an den Ufern des Río Teno in Gebieten namens Quiñamalen lebten.
Mit der Ankunft von Pedro de Valdivia in Chile im Jahr 1540 begann die Kolonisierung des Staatsgebiets und teilte es in 60 Encomiendas auf. In Curicó wurden 4 Encomiendas eingesetzt: Teno, Mataquito, Vichuquén und Rauco, deren Encomendero Santiago de Azócar war. Im Laufe der Jahre starben die Encomiendas von Teno und Mataquito aufgrund der Ausrottung der Indianer aus und Rauco wurde aufgrund der Veränderung des Flusslaufs des Río Teno zerstört. 1791 wurden alle Encomiendas abgeschafft.
Am 26. August 1865 wurde das Gesetz verkündet, mit dem die Provinz Curicó gegründet wurde, die aus drei städtischen Unterdelegationen und fünfzehn ländlichen Unterdelegationen besteht, darunter Rauco. Am 22. Dezember 1891 wurde die Gemeinde Rauco mit den Unterdelegationen Palquibudi und Rauco gegründet.
José Manuel Balmaceda unternahm während seiner Amtszeit als Präsident zwei Reisen an die Küste von Curicana und soll die Nacht in Rauco verbracht haben. Zu Ehren seines Aufenthalts ist die Hauptstraße von Rauco Balmaceda Avenue benannt. Im Jahr 1963 wurde diese gepflastert.

## Bevölkerung
Laut der Volkszählung des Nationalen Statistikinstituts von 2002 hatte Rauco 8566 Einwohner, 4364 Männer und 4202 Frauen. Davon lebten 3114 (36,4 %) in städtischen Gebieten und 5452 (63,6 %) in ländlichen Gebieten. Die Bevölkerung wuchs zwischen den Volkszählungen von 1992 und 2002 um 9,5 % (744 Personen). Im Jahr 2017 zählte man 10.484 Personen.